# Pachycarus
Pachycarus es un  género de coleópteros adéfagos de la familia Carabidae.

## Especies
Comprende las siguientes especies:
- Pachycarus aculeatus Reiche & Saulcy, 1855
- Pachycarus artipunctatus (Dvorak, 1993)
- Pachycarus atrocoeruleus (Waltl, 1838)
- Pachycarus brevipennis Chaudoir, 1850
- Pachycarus cyaneus (Dejean, 1830)
- Pachycarus latreillei Solier, 1835
- Pachycarus macedonicus V. & B. Gueorguiev, 1997